# Orthogeomys heterodus
Orthogeomys heterodus е вид бозайник от семейство Гоферови (Geomyidae).

## Разпространение
Видът е разпространен в Коста Рика.